# Chung Nanjung
Chung Nanjung o Jeong Nan-jeong (en coreano: 정난정, en hanja: 鄭蘭貞; 1525(?) - 13 de noviembre de 1565) fue una política de facto coreana del período Joseon.

## Biografía
Lady Jeong nació en Hanseong en el clan Chogye Jeong, siendo sus progenitores Jeong Yun-gyeom, un general adjunto, y su concubina Lady Nam. Ella era la hija ilegítima entre los dos hijos y las tres hijas de su padre. La madre de Lady Jeong era una esclava porque estuvo involucrada en una traición y finalmente fue asignada a la casa de Jeong Yun-gyeom.
Cuando era joven, se enamoró de Yun Won-hyeong, el hermano menor de la reina Munjeong, y se convirtió en concubina. Lady Jeong pronto se convirtió en la influyente concubina de Yun Won-hyeong, quien a su vez era el tío materno del decimotercer rey Myeongjong, y principal consejero de estado de 1563 a 1565.
Más tarde, cuando se descubrió la conspiración de Kim Ahn-ro para destronar a la reina Munjeong, se investigó a Kim Ahn-ro y ella envenenó a la segunda prima hermana de Kim Ahn-ro, la primera esposa de Yun Won-hyeong, Lady Kim del clan Yeonan Kim. Después de eso, en el octavo año del reinado del rey Myeongjong, la reina Munjeong dio prioridad a convertir a Jeong Nan-jeong en su cuñada.
Pronto se convirtió en la segunda esposa con pleno estatus. Se volvió muy cercana a su cuñada, la reina Munjeong, y obtuvo bastante riqueza. Pero debido a que era la segunda esposa, los hijos de Lady Kim heredaron la riqueza del clan en lugar de los suyos propios.
En 1565, después de la muerte de la reina, tanto Jeong como Yun fueron exiliados de la capital y, al no poder regresar políticamente, ambos se suicidaron con veneno (Jeong primero, seguida por su esposo).

## Familia
- Padre - Jeong Yun-gyeom (정윤겸, 鄭允謙) (1463 - 1536)
  - Abuelo - Jeong On (정온, 鄭溫)
- Madre - Lady Nam (남씨, 南氏)
- Esposo - Yun Won-hyeong (윤원형, 尹元衡) (1503 - 18 de noviembre de 1565)
- Descendientes
  - Hija - Lady Yun del clan Papyeong Yun (파평 윤씨)
    - Yerno - Yi Jo-min (이조민, 李肇敏)

## En la ficción
- Interpretada por Kang Soo-Yeon en la serie de televisión de SBS de 2001 Ladies in the Palace.
- Interpretada por Park Joo-mi en la serie de televisión de MBC de 2016 The Flower in Prison.[3]
- Interpretada por Yoon Ji-min en la serie de televisión Joseon Survival Period de TV Chosun de 2019.